# چیلیملی

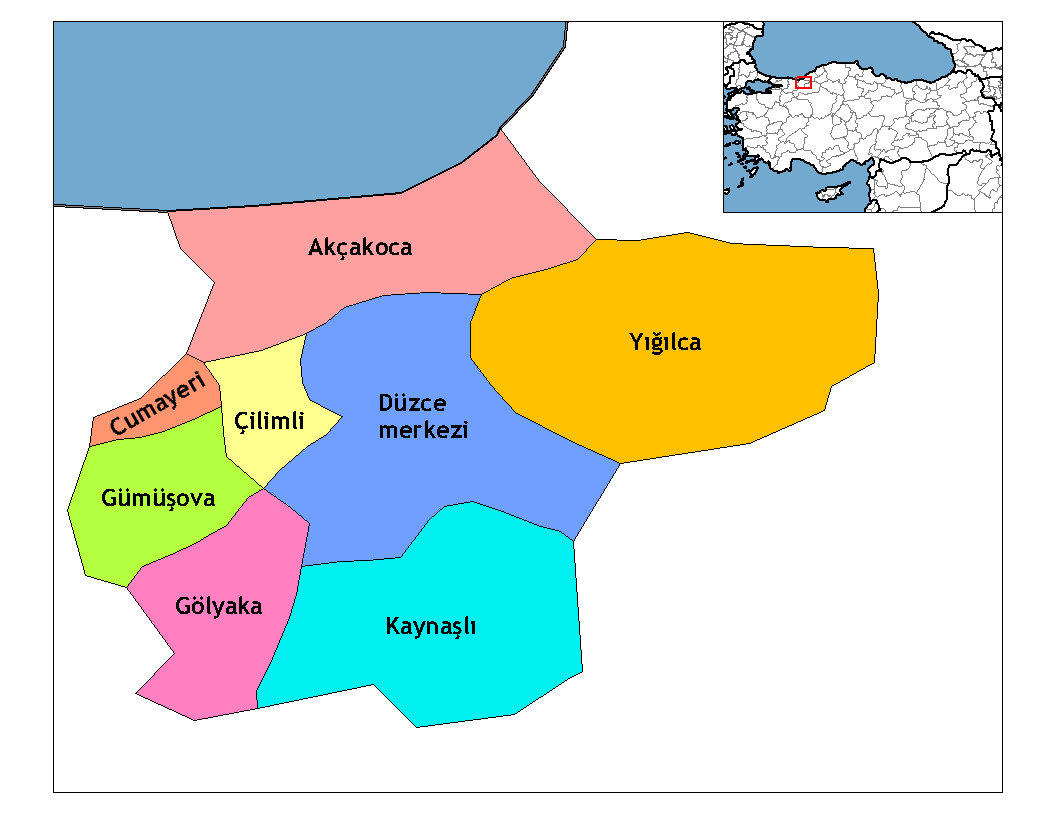
قسمت زرد کمرنگ چیلیملی میباشد

چیلیملی (به ترکی استانبولی: Çilimli) شهری است در کشور ترکیه که در استان دوزچه واقع شده‌است. جمعیت این شهر بر اساس سرشماری سال ۲۰۰۸ میلادی ۶٬۱۶۸ نفر و بر اساس برآوردهای سال ۲۰۰۹ میلادی ۷٬۸۳۲ نفر می‌باشد.